# Lizzy McAlpine
Elizabeth Catherine McAlpine (nascuda el 21 de setembre de 1999) és una cantant i compositora nord-americana.

## Primers anys de vida i educació
Lizzy McAlpine va créixer als barris residencials de Filadèlfia, Pennsilvània. Escriu música d'ençà que era a 6è de primària. Va assistir a la Lower Merion High School, on va cantar en un grup mixt a cappella i va fer teatre.
McAlpine va estudiar composició de cançons al Berklee College of Music de Boston abans d'anar-se'n al seu primer any per a dedicar-se a la música a temps complet. L'abril de 2020, a l'inici de la pandèmia del covid va iniciar la sèrie de concerts en línia d'Instagram #BerkleeAtHome.

## Carrera
El 2018, McAlpine va llançar el seu EP debut, Indigo. Va estudiar a Espanya a la tardor del 2019, on va escriure el seu àlbum d'estudi debut, Give Me A Minute. L'àlbum va ser llançat l'agost de 2020, amb l'aclamació de la crítica. L'àlbum s'ha reproduït milions de vegades a Spotify i altres proveïdors de serveis digitals. Dallas Observer el va nomenar com un dels millors àlbums del 2020, i BBC Media Center l'ha anomenada una "vocalista prometedora". L'abril de 2021, McAlpine va llançar un EP de 8 cançons, When the World Stopped Moving: The Live EP. Va fer el seu debut nocturn el 22 de novembre de 2021, interpretant "erase me" a Jimmy Kimmel Live!.
McAlpine ha aconseguit seguidors de TikTok i Instagram amb diverses publicacions que l'han qualificat d'«estrella de TikTok». La seva cançó inèdita «You Ruined the 1975», publicada el juny de 2020, tenia més de 8 milions de visualitzacions a TikTok l'abril de 2021.
McAlpine va llançar el seu segon àlbum d'estudi, five seconds flat el 8 d'abril de 2022. L'àlbum va debutar al número cinc de les llistes Billboard Heatseekers dels Estats Units, alhora que va assolir el número nou a Alternative New Artist Albums i el número 19 a les llistes Top New Artist Albums.

## Estil musical
El seu estil musical ha estat descrit com "centrat en el folk", "folk-pop", i una barreja de "jazz, pop i R&B". Els seus col·laboradors inclouen Jacob Collier, Dodie, Tom Rosenthal, Ben Kessler, FINNEAS i Thomas Headon.

## Discografia
| Títol             | Detalls de l'àlbum             | Ref.   |
| ----------------- | ------------------------------ | ------ |
| Give Me a Minute  | Publicat el 13 d'agost de 2020 | [ 28 ] |
| five seconds flat | Publicat el 8 d'abril de 2022  | [ 29 ] |

| Títol                                      | Detalls                         | Ref.   |
| ------------------------------------------ | ------------------------------- | ------ |
| Indigo                                     | Publicat el 9 de febrer de 2018 | [ 30 ] |
| When the World Stopped Moving: The Live EP | Publicat el 21 d'abril de 2021  | [ 31 ] |
| nice!                                      | Publicat el 31 d'agost de 2016  |        |

| Any  | Títol                                        | Àlbum             |
| ---- | -------------------------------------------- | ----------------- |
| 2018 | "Bang"                                       |                   |
| 2019 | "Just Because"                               |                   |
| 2019 | "Oops"                                       |                   |
| 2019 | "Apple Pie"                                  | Give Me a Minute  |
| 2019 | "Lady in Blue" (Spotify Pickup Live Session) |                   |
| 2020 | "Devil's Hold"                               |                   |
| 2020 | "7PM" with Lilacs                            |                   |
| 2020 | "Over-the-Ocean Call"                        | Give Me a Minute  |
| 2020 | "False Art" with Ben Kessler                 |                   |
| 2021 | "Bored" with Thomas Headon                   |                   |
| 2021 | "I Think I" with Ben Kessler                 |                   |
| 2021 | "doomsday"                                   | five seconds flat |
| 2021 | "erase me" with Jacob Collier                | five seconds flat |
| 2022 | "all my ghosts"                              | five seconds flat |
| 2022 | "reckless driving" with Ben Kessler          | five seconds flat |
| 2022 | "hate to be lame" with FINNEAS               | five seconds flat |

| Curs | Títol                  | Col·laborador                |
| ---- | ---------------------- | ---------------------------- |
| 2019 | "Train to Imperia"     | J.Pappas                     |
| 2019 | "Next to Me"           | CanVas and Avery Shandelman  |
| 2019 | "Lately I've Been Sad" | Lilacs                       |
| 2020 | "Breathe Out"          | Mackenzie Day                |
| 2020 | "head trauma"          | nic violets and Brevin Kim   |
| 2020 | "St. Pancras"          | J.Pappas and Jxlen           |
| 2020 | "Hope (Acoustic)"      | Tom Rosenthal                |
| 2022 | "Never Gonna Be Alone" | Jacob Collier and John Mayer |